# Сиан Валлийский
Сиан Валлийский (Cian, VI век) — отшельник, святой Католической церкви, память 11 декабря.

## Биография
Святой Сиан по некоторым преданиям был слугой святого Периса (память 11 декабря). Считается, что он окончил свою жизнь отшельником в Карнарвоншире.